# Günter Schneidewind
Günter Schneidewind (* 1953 in Nachterstedt) ist ein ehemaliger deutscher Hörfunkmoderator und Autor.

## Werdegang
Zu DDR-Zeiten hatte Schneidewind als Lehrer für Deutsch und Englisch an der Paul-Schreier-Oberschule (später Adolph-Diesterweg-Oberschule) in Hennigsdorf unterrichtet. Seine Radiolaufbahn begann bei DT64, dem Jugendradio in der DDR. Einige Monate vor der Wiedervereinigung kam er im August 1990 im Rahmen eines gemeinsamen Projektes von SDR3 und DT64 nach Stuttgart und moderierte gemeinsam mit Matthias Holtmann die Top 2000 D, die erste gesamtdeutsche Hitparade.
Für das Hörfunkprogramm SWR1 des Südwestrundfunks gehörte er in der Folgezeit als freier Mitarbeiter zum Moderatorenteam der Sendungen „Der Nachmittag“ (täglich von 13 bis 14 Uhr) und „Guten Abend Baden-Württemberg“ (Samstag und Sonntag von 18 bis 20 Uhr). Im Radioprogramm von SWR1 wurde Schneidewind aufgrund seines umfangreichen Musik-Wissens von den Kollegen in Anlehnung an „Der Große Brockhaus“ auch „Der Große Schneidewind“ genannt. Im Laufe der Jahre kam es zu zahlreichen persönlichen Begegnungen Schneidewinds mit nationalen und internationalen Persönlichkeiten des Rock- und Popbusiness. Über Fakten und Anekdoten dieser Begegnungen berichtet er in seinen beiden 2011 und 2017 erschienenen Büchern.
Im Herbst 2018 verabschiedete sich Schneidewind nach 28 Jahren beim SDR3 und SWR1 in den Ruhestand.

## Mitwirkung an Hörfunk-Dokumentationen
- Thomas Gaevert: Eure Sendung, junge Leute! Die Geschichte von Radio DT64. 2003, abgerufen am 16. März 2019 (Sprecher: Günter Schneidewind).

## Veröffentlichungen
- Der Große Schneidewind 1. Rock- und Popgeschichten. Klöpfer & Meyer, Tübingen 2011, ISBN 978-3-86351-018-3.
- Der Große Schneidewind. Hits & Stories. Klöpfer & Meyer, Tübingen 2017, ISBN 978-3-86351-456-3.